# 让托
让托（法語：Genthod）是瑞士日内瓦州的一个镇，位于日内瓦市区以北，莱芒湖右岸。
截至2009年底，让托共有居民2747人。

## 纹章
让托的纹章为红底金色斜十字。这一纹章本是让托贵族的家徽。1891年，镇长泰奥多尔·德·索绪尔（Théodore de Saussure）开始在学校旗帜、市政厅、教堂等处使用这一纹章。1922年11月23日，纹章正式得到镇议会采纳，并于同年12月12日经州议会批准。

## 外部連結
- （法文）让托官方网站